# Писодеритика
„Писодеритика“ (на гръцки: «Πισοδερίτικα», в превод Писодерски) е гръцки вестник, издаван в леринското влашко село Писодер, Гърция.

## История
Вестникът започва да излиза в 1983 година - началото на златното десетилетие за регионалния печат в Гърция при управлението на ПАСОК. Целта на публикацията е да популяризира културното наследство на Писодер, приноса на селото към историята на района и проблемите му.